# جیمز ای. بیلی
جیمز ای. بیلی (به انگلیسی: James E. Bailey) سناتور سابق عضو حزب دموکرات ایالات متحده آمریکا بود. وی در سال ۱۸۷۷ تا ۱۸۸۱ میلادی سناتور ایالت تنسی در سنای ایالات متحده آمریکا بود.